# Pommern (Schiff, 1907)
Die Pommern war ein nach der preußischen Provinz Pommern benanntes Linienschiff der deutschen Kaiserlichen Marine.
Die Pommern gehörte zur Deutschland-Klasse. Diese Schiffe waren bereits bei ihrer Fertigstellung veraltet, da sie noch zum Typ der Einheitslinienschiffe gehörten und den neuen Dreadnoughts mit Einheitskaliber an Größe, Feuerkraft und Geschwindigkeit unterlegen waren. Dennoch gehörten die Pommern und ihre Schwesterschiffe im Ersten Weltkrieg zur Hochseeflotte, weil man nicht über genügend moderne Dreadnoughts verfügte.

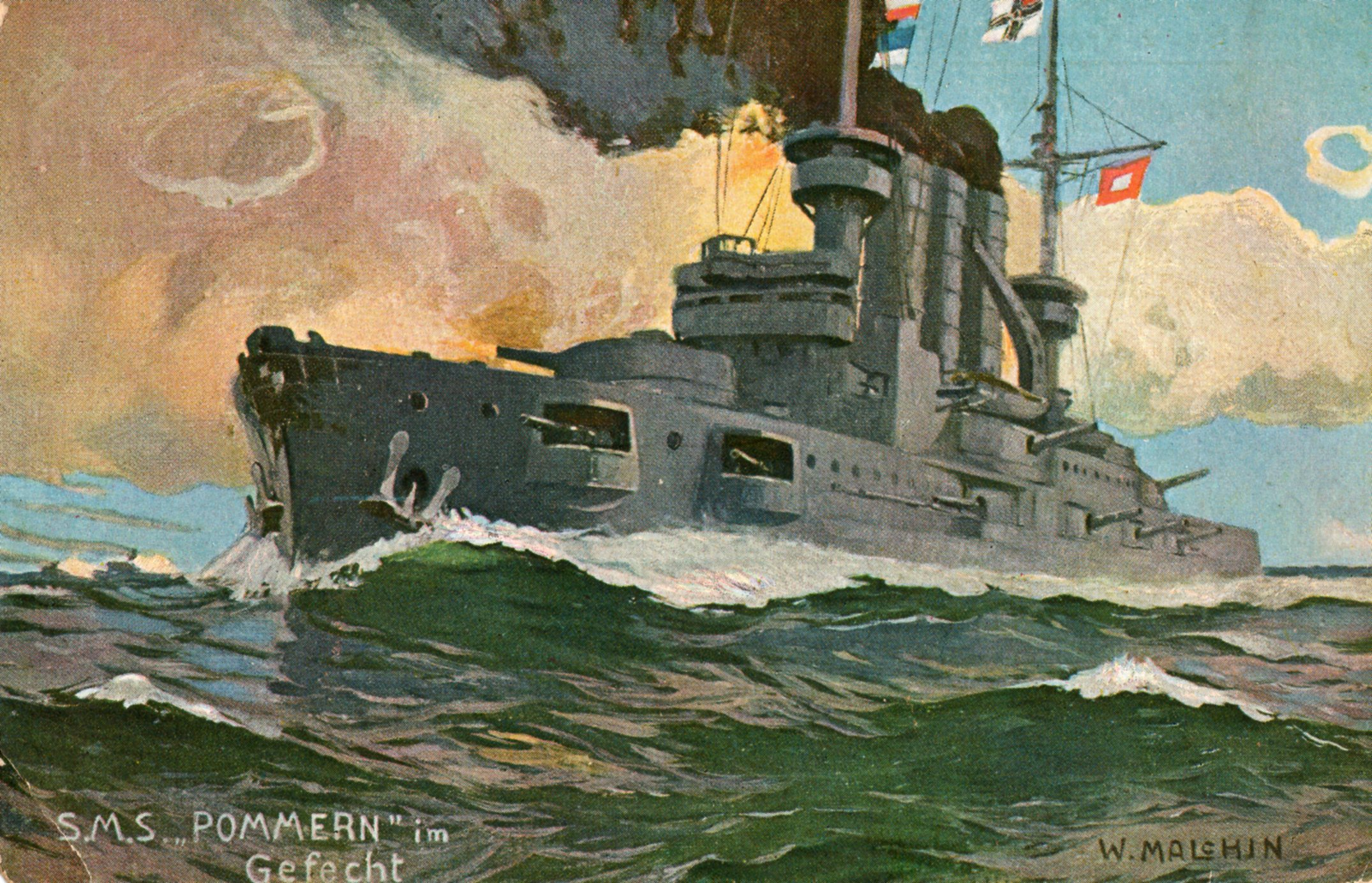
Die Pommern im Gefecht. Gemälde von Wilhelm Malchin.

In der Skagerrakschlacht am 31. Mai und 1. Juni 1916 war die Pommern, unter dem Kommando von Kapitän z. S. Bölken, Teil der 3. Division des II. Geschwaders von Konteradmiral Franz Mauve. Dieses Geschwader wurde gegen 19:30 h in ein kurzes, aber heftiges Gefecht mit den von Admiral Beatty kommandierten Schlachtkreuzergeschwader verwickelt. Dabei erhielt auch Pommern einen schweren Treffer und scherte kurzzeitig aus der Schlachtlinie aus. Wie schwer dieser Treffer war, konnte später niemand mehr berichten, denn als das Geschwader in den frühen Morgenstunden des 1. Juni den Heimweg antrat, wurde Pommern gegen 2.00 Uhr, bei dem Versuch, im Rücken der britischen Grand Fleet die schützenden deutschen Minensperren zu erreichen, von einem Torpedo, wahrscheinlich vom britischen Zerstörer Onslaught, getroffen. Dem Torpedoeinschlag folgte eine heftige Explosion, welche vermutlich durch die Munition der Mittelartillerie verursacht wurde. Das Schiff brach in der Mitte auseinander und versank in kürzester Zeit. Von den 839 Besatzungsmitgliedern überlebte niemand.
Wie bei allen Schiffen der Hochseeflotte, die sich bei Kriegsausbruch in Heimatgewässern befanden, wurde die bronzene Bugzier bei Kriegsbeginn entfernt und durch einfachere Wappen ersetzt. Die Bugzier der Pommern überstand, im Arsenal eingelagert, die Zeiten und ist heute im Marine-Ehrenmal Laboe ausgestellt.

## Kommandanten
| 6. August 1907 bis Oktober 1908 | Kapitän zur See Hartwig von Dassel |
| Oktober 1908 bis Januar 1910    | Kapitän zur See Konrad Henkel      |
| Januar 1910 bis Oktober 1911    | Kapitän zur See Robert Kühne       |
| Oktober 1911 bis September 1913 | Kapitän zur See Franz Mauve        |
| September 1913 bis 1. Juni 1916 | Kapitän zur See Siegfried Bölken   |